# Хоробат
Хоробат — инструмент в Древнем Риме для проведения нивелирования. Использовался при строительстве акведуков, мостов и тоннелей. Описан у Витрувия в его Книгах об архитектуре (книга VIII), но ни чертежей, ни самих хоробатов не сохранилось.

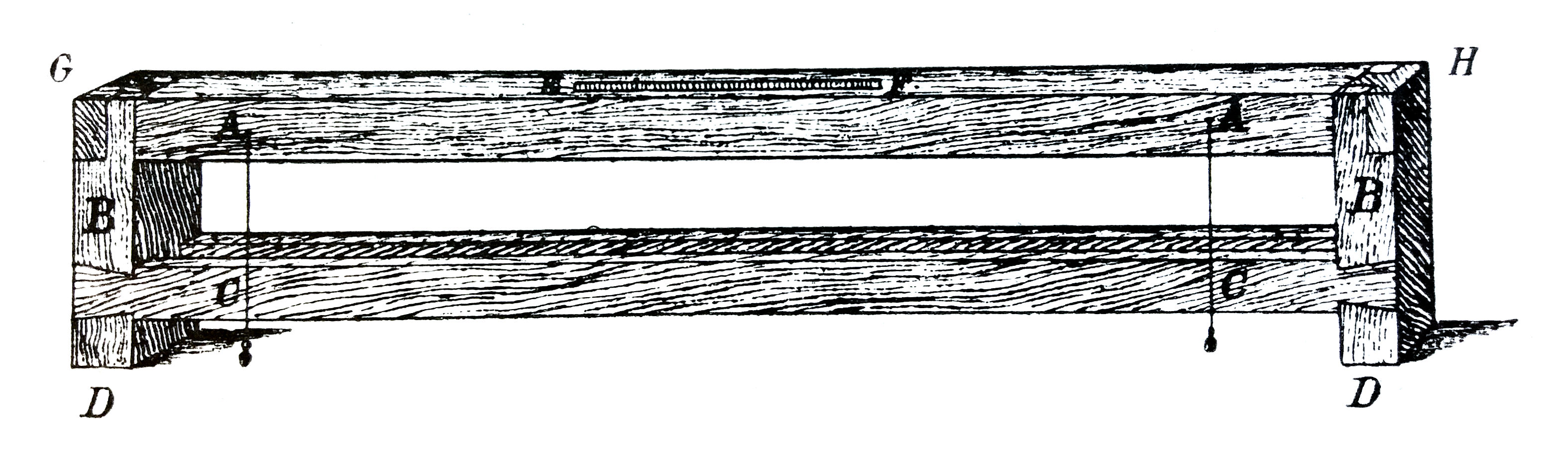
Реконструкция хоробата

Инструмент представлял собой линейку длиной двадцать футов (около 6 метров). У самых концов её находятся точно выровненные друг с другом вертикальные ножки, врезанные под прямым углом к линейке.
Под линейкой и между ножками прикреплялись рейки с точно проведенными на них отвесными линиями. Над каждой такой рейкой с линейки свисали отвесы. Положение хоробата, при котором отвесы ровно и одинаково касались проведенных линий, указывало на горизонтальную установку прибора.
Кроме того, для проведения нивелировки в ветреную погоду (когда невозможно применение отвесов) на верхней грани хоробата имелся желобок длиной пять футов (около 1,5 метра), шириной в один дюйм (2,5 см) и глубиной в полтора дюйма (3,7 см), в который наливали воду. Равномерное касание водой краёв желобка указывало на горизонтальную установку прибора.